# Faton Trstena
Faton Trstena, född 16 juli 1993 i Helsingborg, är en svensk fotbollsspelare (anfallare) som har spelat för bland annat Råå IF, FC Helsingør och den holländska klubben Fortuna Sittard. Hösten 2015 spelade han för Lunds BK  och säsongen 2017 spelade han för FK Älmeboda/Linneryd. 
Faton växte upp på Rosengården i östra delen av Helsingborg och gick gymnasiet på Filbornaskolan.

## Karriär
Faton Trstena har ett förflutet i Helsingborgs IF och har även spelat i Högaborgs BK. Den 1 mars 2015 skrev Trstena på för FC Helsingør i den danska tredjedivisionen. Han återvände till Lunds BK hösten 2015 och förlängde sedan kontraktet till och med säsongen 2016.